# نسرین خسروی
نسرین خسروی (۱۳۲۹-۱۳۸۹) تصویرگر ایرانی کتابهای کودک و نوجوان بود.

## زندگی‌نامه
نسرین خسروی در ۲۹ آذر سال ۱۳۲۹ در تهران متولد شد. او در سال ۱۳۵۸ از دانشکده هنرهای زیبا در رشتهٔ گرافیک فارغ‌التحصیل شد.
اوایل دههٔ پنجاه، هنگام تحصیل در سال دوم دانشگاه، با سیروس طاهباز آشنا شد. به پیش‌نهاد طاهباز، روی متنی از قدمعلی سرامی کار کرد که سال ۱۳۵۵ با عنوان «قصه دوستی» در کانون پرورش فکری کودکان و نوجوانان منتشر شد. به این ترتیب به‌صورت حرفه‌ای وارد کار تصویرگری کتاب کودک و نوجوان شد. هرچند در حوزه‌های دیگر نقاشی و گرافیک هم فعالیت داشت، و در دانشگاه‌ها و دانشکده‌های هنری نیز تدریس می‌کرد، اما عمدهٔ فعالیت و آوازه‌اش در دنیای تصویر‌گری کتاب کودک و نوجوان بود.
خسروی در ۳ اردیبهشت سال ۱۳۸۹ در در اثر سرطان ریه در کانادا درگذشت.

## آثار
کدو قلقله زن، سپید برفی، بیایید با هم زندگی کنیم، زنبور عسلی به نام وزوزی، سنجاب آشپز، تا مدرسه راهی نیست، بچه‌ها دلم برایتان تنگ می‌شود، ستاره کوچولو، کاراگاه بچه‌ها، مواظب بند کفش‌هایتان باشید، عکاس در حیاط خانه ما منتظر بود، دختر باغ آرزو، چکه‌ای آواز تکه‌ای مهتاب، دنیای رنگ‌ها، ستاره کوچولو، راز آن درخت، هوای بچگی، پولک ماه، رنگین‌کمان و... از جمله کتاب‌هایی است که با تصویرگری او طی بیش از سه دهه منتشر شده ‌است.

## همکاران
این کتاب‌ها، حاصل همکاری او با نویسندگانی چون احمدرضا احمدی، بابک نیک طلب، مهدخت کشکولی، اسدالله شعبانی، محمدرضا یوسفی، ناصر کشاورز، علی‌اشرف کریمی، محسن نامدار، نقی سلیمانی، عزت‌الله الوندی، علی‌اکبر ایراندوست و دیگران بود.

## نمایش آثار
خسروی در طول دو دههٔ گذشته نمایشگاه‌های بسیاری نیز به‌ صورت فردی و گروهی در داخل و خارج از ایران برگزار کرد.
کارهایش در بیش از ۱۶ نمایشگاه انفرادی و گروهی در داخل و خارج از ایران به نمایش درآمد که از آن جمله می‌توان به: موزه هنرهای معاصر تهران، گالری خانه هنرمندان تهران، سالن حجاب، نمایشگاه کنکور نوما در ژاپن، نمایشگاه تصویرگران کتاب کودک براتیسلاوا اشاره کرد.

## افتخارات
او برای تصویرسازی‌هایش جوایز متعددی از جشنواره‌های داخلی و خارجی دریافت کرد که جایزهٔ بزرگ نوما در سال ۲۰۰۱ در ژاپن از مهم‌ترین این جوایز هستند. در سال ۲۰۰۲ نیز از ایران به عنوان کاندیدای جایزه هانس کریستین آندرسن معرفی شد.
این هنرمند نسل دوم از تصویرگران کتاب کودک، برای بسیاری از آثارش از سوی یونیسف، شورای کتاب کودک و کانون پرورش فکری کودکان و نوجوانان نیز دیپلم‌های افتخار و لوح تقدیر دریافت کرد.